# ماك جنتي العظيم (فلم)
ماك جنتي العظيم (بالإنجليزية: The Great McGinty) هو فيلم كوميدي تم إنتاجه في الولايات المتحدة وصدر في سنة 1940.

## الميزانية والإيرادات
بلغت تكلفة إنتاج الفيلم حوالي 350,000 دولار.

### ترشيحات وجوائز
| السنة | الحدث  | الفئة             | النتيجة  |
| ----- | ------ | ----------------- | -------- |
|       | أوسكار | أفضل سيناريو أصلي | فـــــوز |

## وصلات خارجية
- مقالات تستعمل روابط فنية بلا صلة مع ويكي بيانات